# 朱东阳
朱东阳（1933年11月—2021年2月23日），原名朱贤清，男，湖南湘潭人，中华人民共和国政治人物，曾任中共湖南省委常委、政法委书记，湖南省人大常委会副主任。